# Вільнянка (притока Дніпра)
Вільня́нка — річка в Україні, в межах Запорізького району Запорізької області. Ліва притока Дніпра (басейн Чорного моря).

## Опис
Довжина 19,6 км. Ширина річища коливається від 3—5 м до 50 м, переважна глибина 2—5 м. Швидкість течії від 0,1 до 0,3 м/сек. Заплава в пониззі затоплена водами Дніпровського водосховища. Річище річки Вільнянка в багатьох місцях перегороджене дамбами, які утворюють каскад (вервечку) ставків. Річка типово рівнинна з переважним сніговим живленням. Береги зарослі очеретом. Рибні угіддя — переважає короп, карась, красноперка, бобир (пєскарь) тощо.
В районі с. Дерезівка поблизу с. Гнаровське на річці Вільнянка є невеликий водоспад.
Назва, за місцевими переказами — від вільних козацьких земель.

## Розташування
Вільнянка бере початок поблизу села Зелене, що за 3 км від міста Вільнянська, якому річка дала свою назву. Тече переважно на захід. Впадає до Дніпра (у Дніпровське водосховище) при південній частині села Вільноандріївки.
Річка протікає повз північно-західну околицю міста Вільнянська.

## Про назву
Назва — від вільних запорозьких козацьких земель (за переказами).

## Галерея зображень

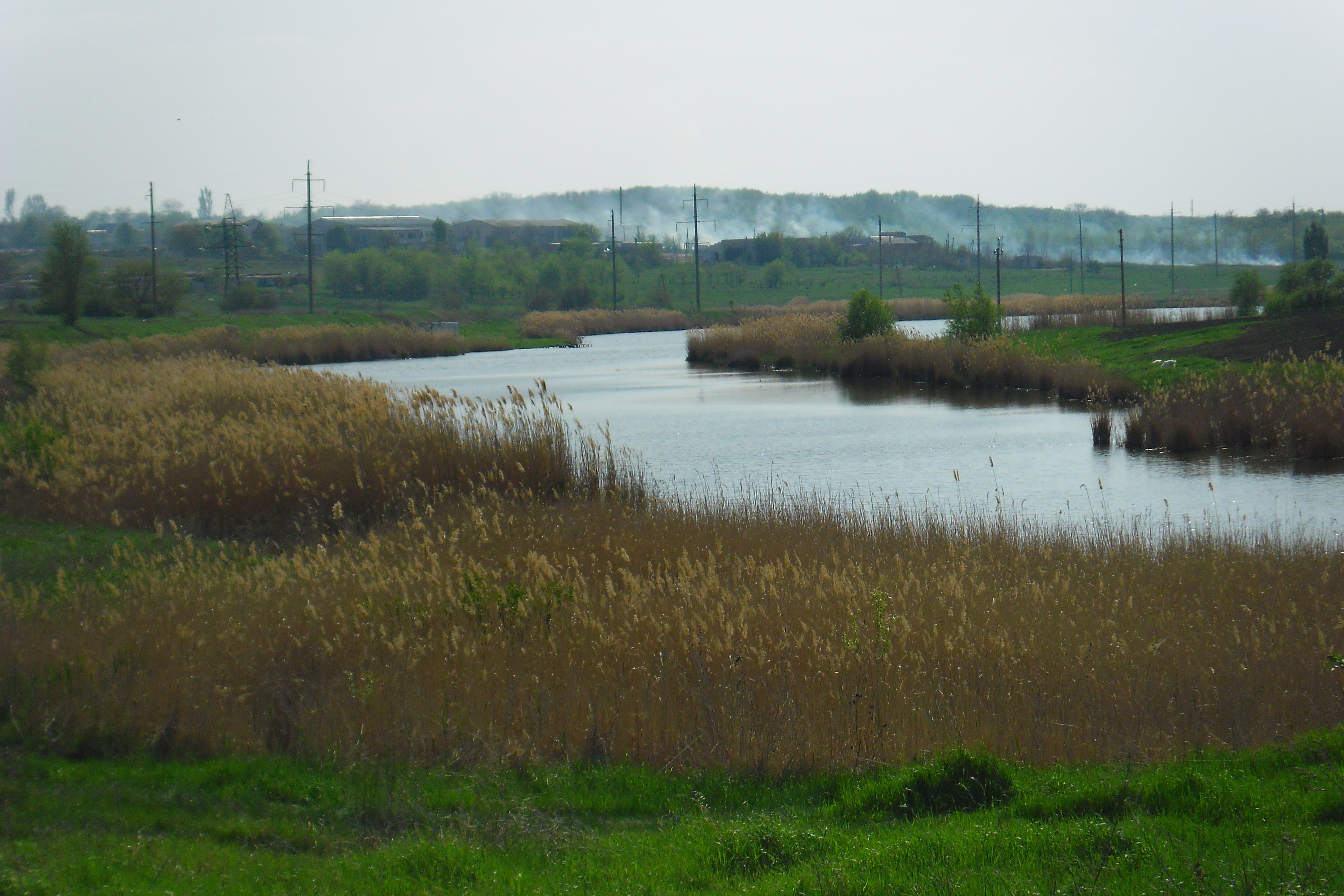
Річка Вільнянка поблизу старого козацького села Кривобокове.
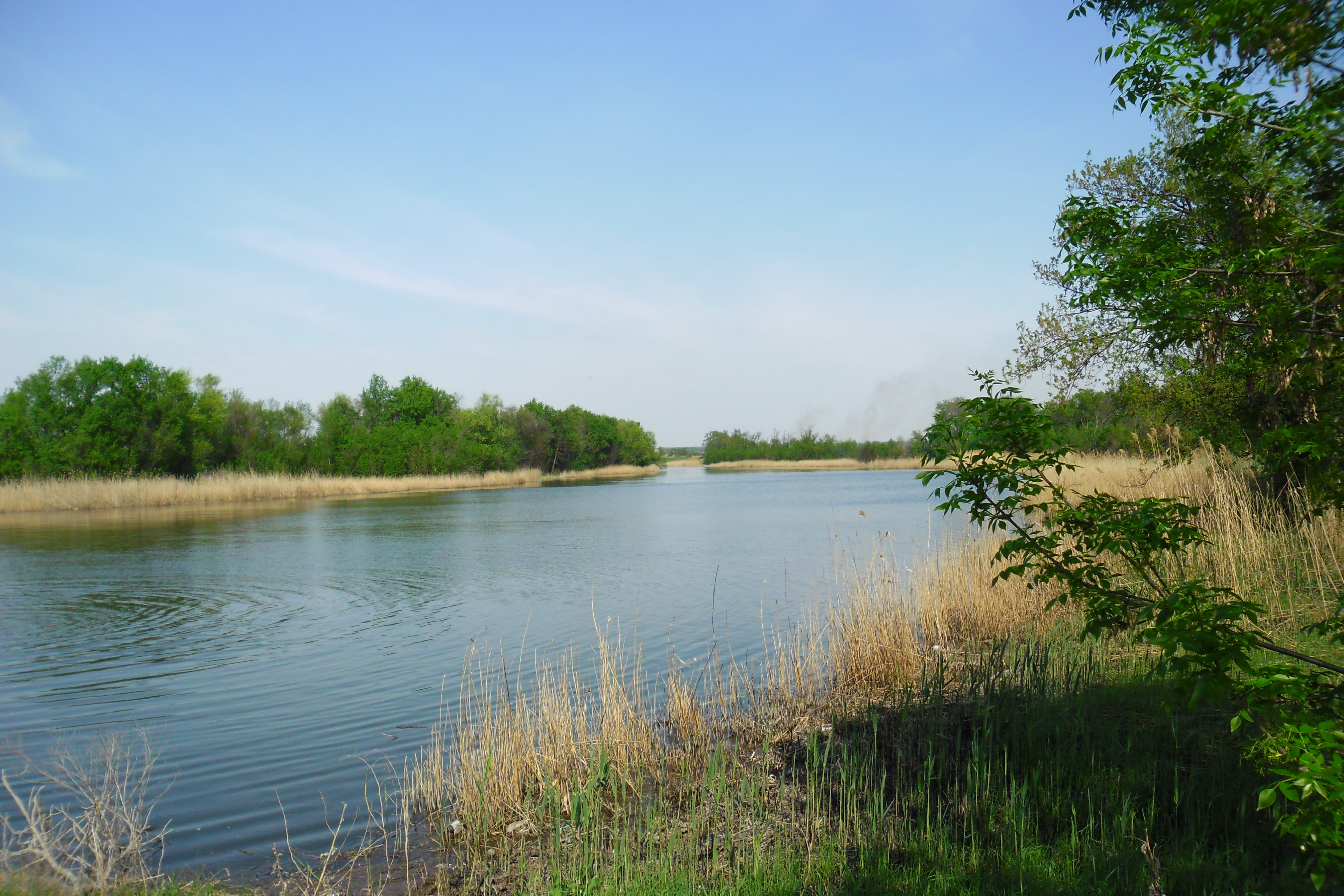
Річка між м. Вільнянськ і с. Біляївка
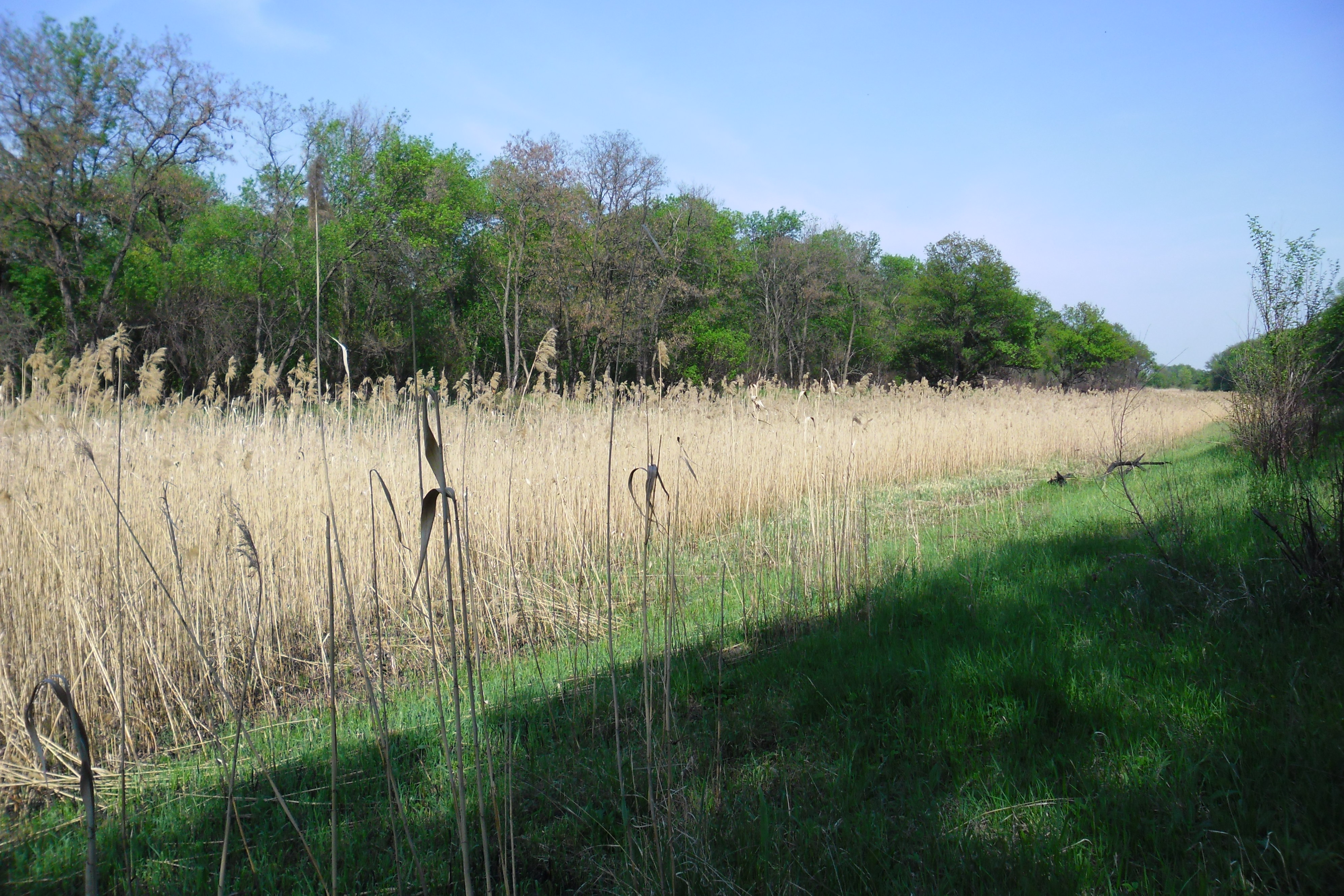
Ділянка висохлого русла річки поблизу м. Вільнянськ заросла очеретом
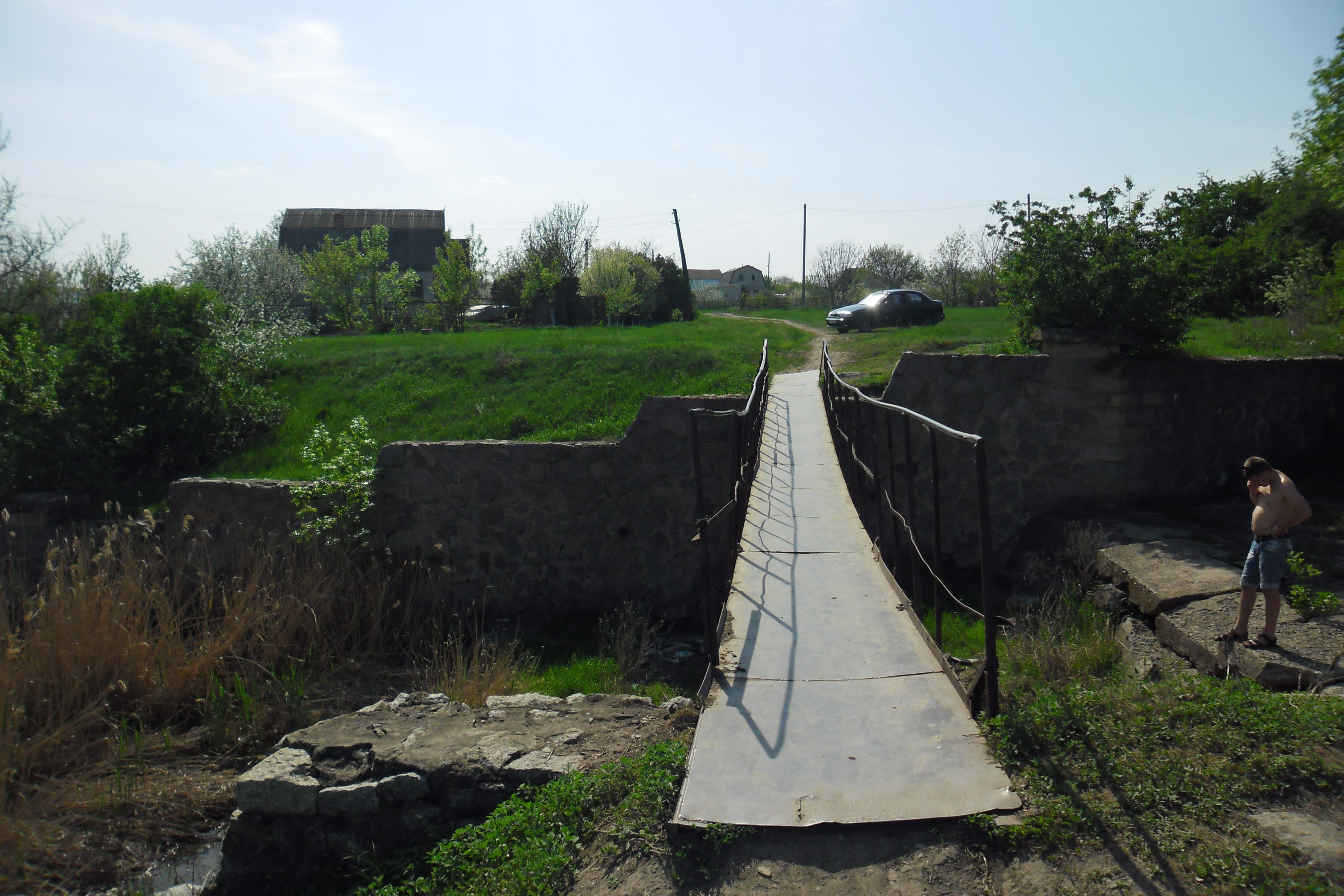
Міст до с. Новоселівка (Вільнянський район)
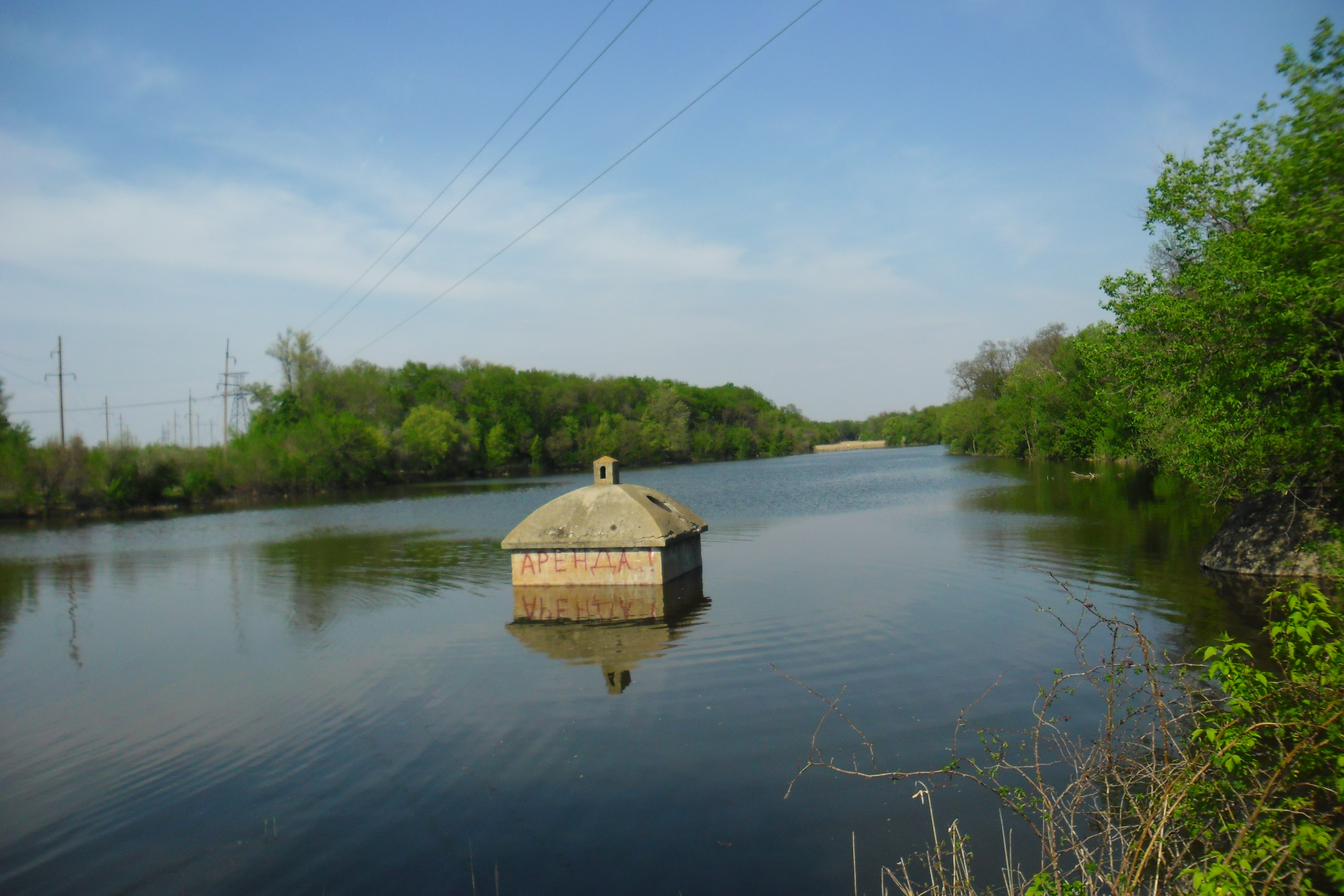
Місцевість «Водокачка» на р. Вільнянка поблизу м. Вільнянськ.
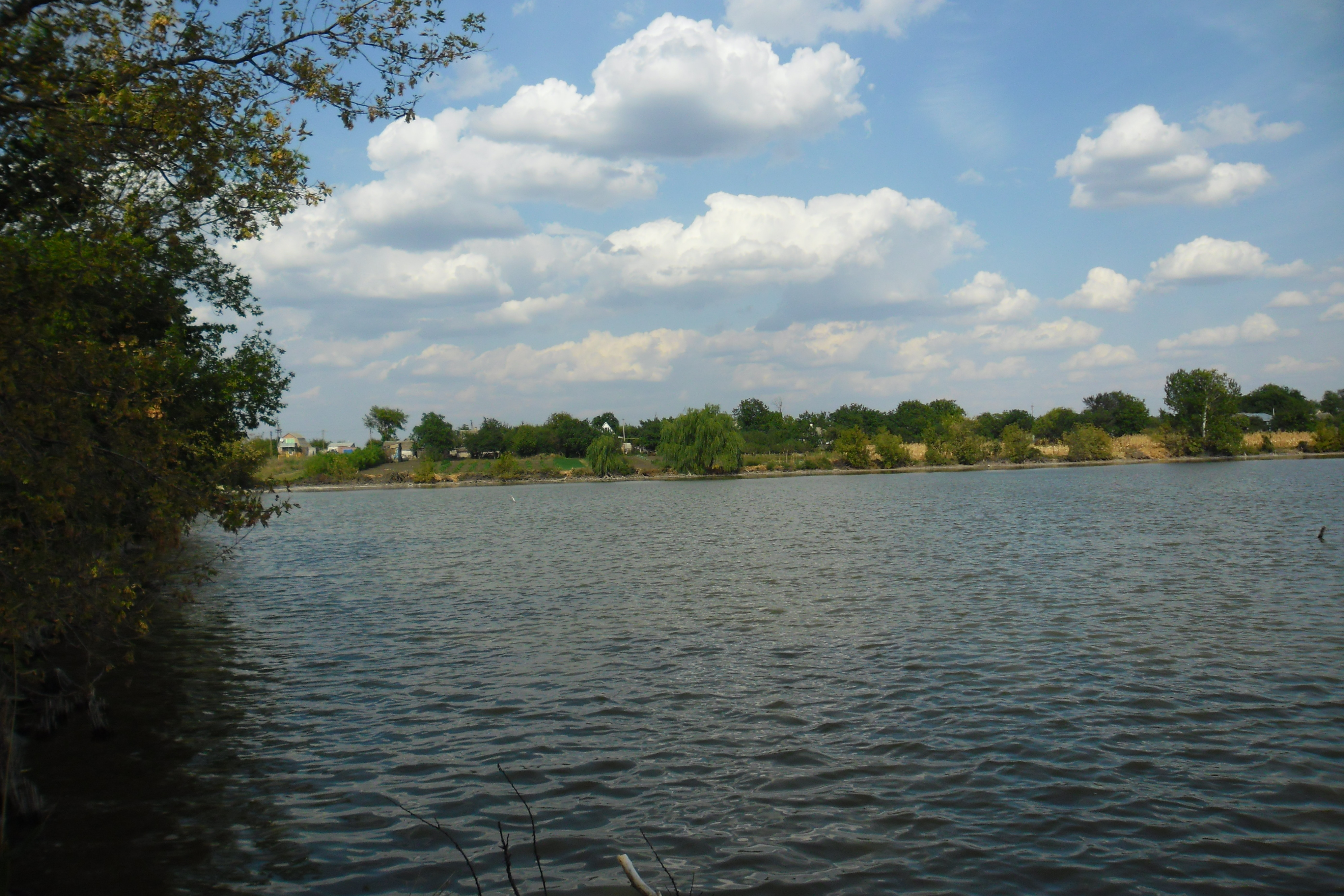
Річка в с. Зелене (Вільнянський район)
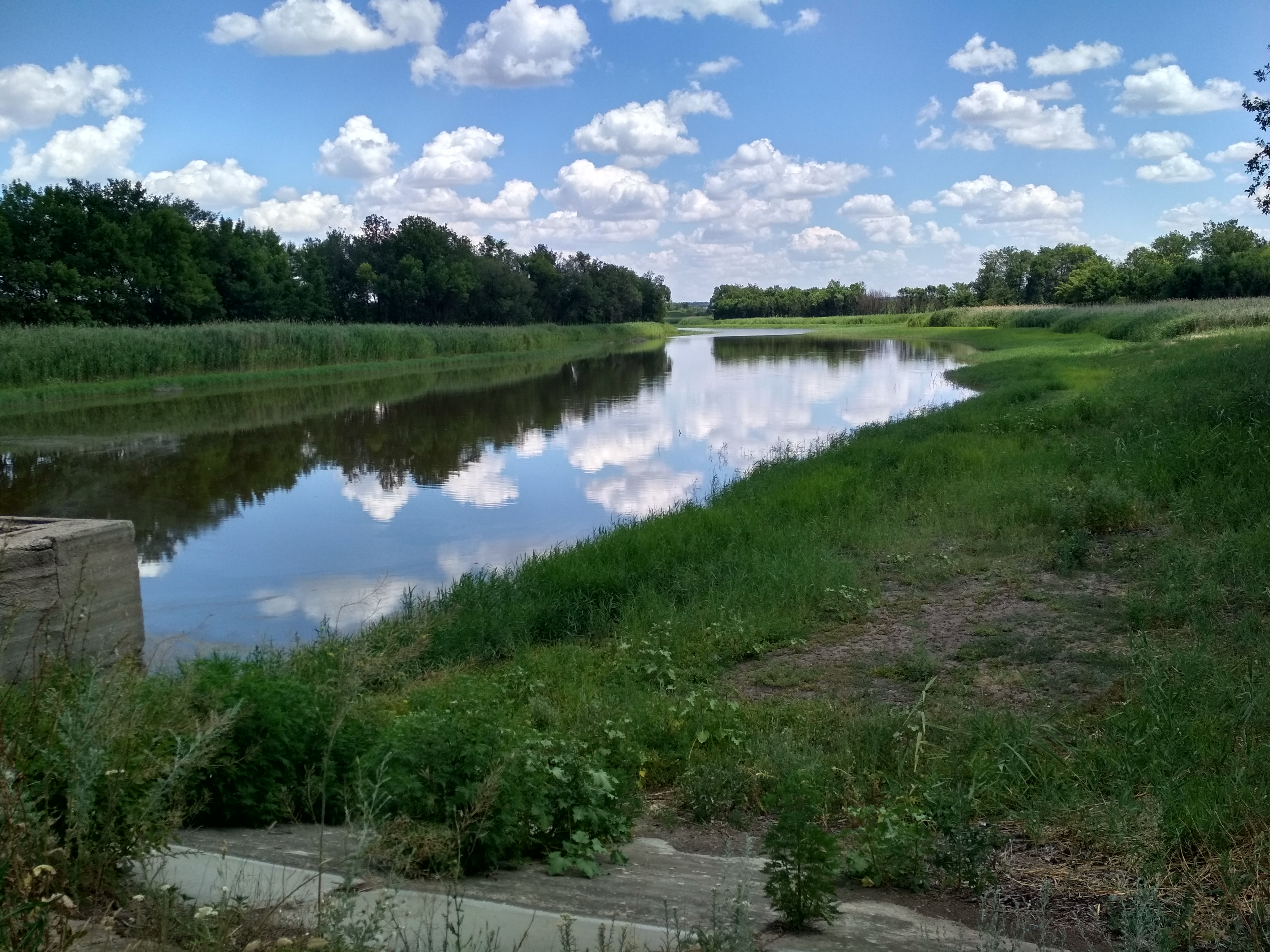
Річка між м. Вільнянськ і с. Біляївка
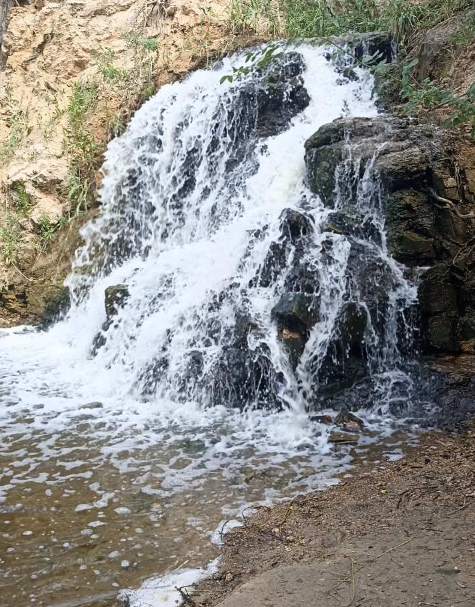
Водоспад поблизу села Дерезівка
Степ на берегах Вільнянки